# Synasellus flaviensis
Synasellus flaviensis är en kräftdjursart som beskrevs av Odette Afonso 1996. Synasellus flaviensis ingår i släktet Synasellus och familjen sötvattensgråsuggor. Inga underarter finns listade i Catalogue of Life.